# Santuari e templi di Nikkō
I santuari e templi di Nikkō sono un patrimonio dell'umanità dell'UNESCO costituito da 103 edifici o strutture e dall'ambiente naturale che li circonda. Si trovano a Nikkō, nella prefettura di Tochigi, in Giappone. Gli edifici appartengono a due santuari shintoisti (Santuario Futarasan e Tōshō-gū) e a un tempio buddista (Rinnō-ji). Nove delle strutture sono designate tesori nazionali del Giappone, mentre le restanti 94 sono Importanti proprietà culturali. L'UNESCO ha inserito il sito come patrimonio dell'umanità nel 1999.

## Edifici nominati

### Santuario Futarasan
Sono incluse nella nomina 23 strutture del Santuario Futarasan. Sono registrate tutte come Importanti beni culturali: 
| Nome                                        | Osservazioni                                                                        | Anno                     | Foto |
| ------------------------------------------- | ----------------------------------------------------------------------------------- | ------------------------ | ---- |
| Honden                                      | Edificio principale che custodisce le tre divinità del santuario Futarasan.         | 1619                     |      |
| Karamon                                     | Cancello davanti all'Honden.                                                        | 1603, inizio periodo Edo |      |
| Wakimon                                     | Porta del Sukibe.                                                                   | 1603, inizio periodo Edo |      |
| Sukibe                                      | Parete coperta che racchiude l'Honden.                                              | 1603, inizio periodo Edo |      |
| Haiden                                      | Sala del culto.                                                                     | 1645                     |      |
| Torii                                       | Torii di rame che segnano l'ingresso del santuario.                                 | 1799                     |      |
| Shinkyo                                     | Ponte ad arco in legno.                                                             | 1904                     |      |
| Betsugū Taki-no-o-jinja Honden              | Edificio che custodisce Tagorihime no Mikoto.                                       | 1713                     |      |
| Betsugū Taki-no-o-jinja Karamon             | Porta del Betsugū Taki-no-o-jinja Honden.                                           | 1740                     |      |
| Betsugū Taki-no-o-jinja Haiden              | Sala del culto.                                                                     | circa 1713               |      |
| Betsugū Taki-no-o-jinja Rōmon               | Porta del Betsugū Taki-no-o-jinja.                                                  | 1697                     |      |
| Betsugū Taki-no-o-jinja Torii (3 strutture) | Torii di pietra all'avvicinarsi del Betsugū Taki-no-o-jinja che segna l'area sacra. | 1696, 1779               |      |
| Betsugū Hongū-jinja Honden                  | Edificio che custodisce Ajisukitakahikone no Mikoto.                                | 1685                     |      |
| Betsugū Hongū-jinja Karamon                 | Cancello di fronte al Betsugū Hongū-jinja Honden.                                   | circa 1685               |      |
| Betsugū Hongū-jinja Sukibe                  | Parete coperta che racchiude il Betsugū Hongū-jinja Honden.                         | circa 1685               |      |
| Betsugū Hongū-jinja Haiden                  | Sala del culto.                                                                     | 1685                     |      |
| Betsugū Hongū-jinja Torii                   | Torii di pietra all'avvicinarsi del Betsugū Hongū-jinja che segna l'area sacra.     | 1800                     |      |
| Shin-yosha                                  | Magazzino per mikoshi, santuari portatili.                                          | 1641                     |      |
| Daikokuden                                  | Edificio che custodisce Ōkuninushi no Mikoto.                                       | 1745                     |      |
| Masha Mitomo-jinja Honden                   | Edificio che custodisce Sukunabikona no Mikoto.                                     | circa 1751–1761          |      |
| Massha Hie-jinja Honden                     | Edificio che custodisce Ōyamakui no Mikoto.                                         | circa 1648–1651          |      |

### Tōshō-gū 東照宮
Sono inclusi 42 edifici del santuario Tōshō-gū. Otto strutture sono registrate come Tesori Nazionali del Giappone e 34 sono Importanti Proprietà Culturali . 
| Nome                           | Osservazioni | Anno                    | Foto |
| ------------------------------ | --- | ----------------------- | ---- |
| Honden, Ishinoma, Haiden       | Honden: Edificio che custodisce l'immagine divinizzata di Tokugawa Ieyasu, Tōshō Daigongen. Ishinoma: Camera che collega Honden e Haiden. Haiden: Sala del culto.                                                             | 1636                    |      |
| Shōmen Karamon                 | Porta di Haiden. Terza porta. | 1636                    |      |
| Haimen Karamon                 | Porta posteriore di Honden. | 1636                    |      |
| Tōzai Sukibe                   | Parete coperta che racchiude Honden, Ishinoma e Haiden. | 1636                    |      |
| Yōmeimon                       | Porta a due piani. Seconda porta. | 1636                    |      |
| Tōzai Kairō and Kugurimon      | Chiostri coperti che racchiudono edifici del santuario. | 1636                    |      |
| Kamishamusho                   | Edificio per il culto scintoista. | 1636                    |      |
| Kaguraden                      | Edificio per la danza rituale Kagura. | 1603, primo Periodo Edo |      |
| Shin-yosha                     | Magazzino per mikoshi, santuari portatili. | 1636                    |      |
| Shōrō                          | Torre | 1636                    |      |
| Korō                           | Magazzino per tamburi. | 1636                    |      |
| Honjidō                        | Edificio che custodisce Yakushi, il Buddha guaritore. | 1636                    |      |
| Kyōzō                          | Magazzino per sutra. | 1636                    |      |
| Kamijinko                      | Magazzino. | 1603, primo Periodo Edo |      |
| Nakajinko                      | Magazzino. | 1603, primo Periodo Edo |      |
| Shimojinko                     | Magazzino. | 1603, primo Periodo Edo |      |
| Mizuya                         | Edificio in pietra a protezione del bacino idrico. | 1636                    |      |
| Shinkyū                        | Stalla per cavalli sacri. | 1636                    |      |
| Omotemon                       | Prima porta. | 1636                    |      |
| Gojūnotō                       | pagoda a cinque piani. | 1818                    |      |
| Ishidorii                      | Torii di pietra, vista frontale. | 1618                    |      |
| Sakashitamon                   | Porta d'ingresso a Okusha. | 1636                    |      |
| Okusha Hōtō                    | Edificio con le reliquie di Tokugawa Ieyasu. | 1683                    |      |
| Okusha Karamon                 | Porta di fronte a Hōtō. | 1650                    |      |
| Okusha Ishitamagaki            | Muro di pietra che racchiude Okusha. | 1603, primo Periodo Edo |      |
| Okusha Haiden                  | Sala del culto. | 1636                    |      |
| Okusha Dōjinko                 | Deposito del tesoro. | 1654                    |      |
| Okusha Torii                   | Torii in rame all'accesso frontale all'Okusha. | circa 1683              |      |
| Okusha Sekisaku                | Recinzione in pietra lungo l'approccio frontale. | 1603, primo Periodo Edo |      |
| Kariden Honden, Ainoma, Haiden | Honden: edificio che custodisce l'immagine divinizzata di Tokugawa Ieyasu, Tōshō Daigongen in caso di lavori di riparazione sull'Honden principale. Ainoma: edificio che collega l'Honden e l'Haiden. Haiden: Sala del culto. | 1639                    |      |
| Kariden Karamon                | Porta di fronte al Kariden Honden. | 1603, primo Periodo Edo |      |
| Kariden Sukibe                 | Parete coperta che racchiude il Kariden Honden. | 1603, primo Periodo Edo |      |
| Kariden Wakimon                | Porta del Kariden Sukibe. | 1603, primo Periodo Edo |      |
| Kariden Torii                  | Torii in rame nell'approccio frontale al Kariden Honden. | 1603, primo Periodo Edo |      |
| Kariden Shōrō                  | Torre. | 1603, primo Periodo Edo |      |
| Otabisho Honden                | Edificio utilizzato in occasione della festa Togyosai. | 1685                    |      |
| Otabisho Haiden                | Edificio utilizzato in occasione della festa Togyosai. | Circa 1685              |      |
| Otabisho Shinsenjo             | Edificio dove viene preparato il cibo sacro durante la festa di Togyosai. | Circa 1685              |      |
| Kyūokusha Karamon              | Cancello di pietra del Kyūokusha. Ricostruito in una nuova posizione dopo la distruzione dovuta a un terremoto. | 1641                    |      |
| Kyūokusha Torii                | Torii del Kyūokusha. Ricostruito in una nuova posizione dopo la distruzione dovuta a un terremoto. | 1641                    |      |

### Rinno-ji
Sono inclusi 38 edifici del tempio Rinnō-ji. Una struttura, che comprende l'Honden, l'Ainoma e l'Haiden del Mausoleo di Taiyuin, è un tesoro nazionale registrato del Giappone e 37 sono beni culturali importanti.
| Nome                                     | Osservazioni | Anno                    | Foto |
| ---------------------------------------- | --- | ----------------------- | ---- |
| Hon-dō (Sanbutsudō)                      | Sala del Buddha. | 1647                    |      |
| Sōrintō                                  | Torre di deposito di sutra in rame. | 1643                    |      |
| Hombō Omotemon                           | Porta anteriore di Hombō. | 1700, medio Periodo Edo |      |
| Kaizandō                                 | Sala del fondatore dedicata al sacerdote Shōdō. | Circa 1720              |      |
| Jōgyōdō                                  | Santuario della Sala del Buddha Amida Nyorai. | 1649                    |      |
| Hokkedō                                  | Santuario della Sala del Buddha Shaka Nyorai. | 1649                    |      |
| Jōgyōdō Hokkedō Watarirō                 | Corridoio coperto tra Hokkedō e Watarirō. | 1649                    |      |
| Jigendō Byōdō                            | Edificio che custodisce le spoglie del sacerdote Tenkai. | 1603, primo Periodo Edo |      |
| Jigendō Haiden                           | Edificio per adorare Jigendō. | 1649                    |      |
| Jigendō Kyōzō                            | Deposito di documenti raccolti dal sacerdote Tenkai. | 1603, primo Periodo Edo |      |
| Jigendō Shōrō                            | Torre. | 1603, primo Periodo Edo |      |
| Jigendō Amidadō                          | Santuario della Sala del Buddha Amida Nyorai. | 1603, primo Periodo Edo |      |
| Kodamadō                                 | Koderma sacrale della Sala del Buddha. | 1603, primo Periodo Edo |      |
| Gohōtendō                                | Sala del Buddha che custodisce Bishamonten, Benzaiten e Daikokuten.                                                                                         | Circa 1615–1623         |      |
| Kannondō                                 | La sala del Buddha che custodisce Kanzeon Bosatsu (Avalokiteśvara Kṣitigarbha).                                                                             | 1685                    |      |
| Sanjūnotō                                | Pagoda a tre piani. | 1685                    |      |
| Taiyū-in Reibyō: Honden, Ainoma e Haiden | Honden: edificio che custodisce Taiyū-in, l'immagine divinizzata di Tokugawa Iemitsu. Ainoma: camera che collega l'Honden e Haiden. Haiden: sala del culto. | 1653                    |      |
| Taiyū-in Reibyō Karamon                  | Porta davanti al Taiyū-in Reibyō. | 1653                    |      |
| Taiyū-in Reibyō Mizugaki                 | Muro coperto che racchiude il Taiyū-in Reibyō Honden e altre strutture.                                                                                     | 1653                    |      |
| Taiyū-in Reibyō Wakamon                  | Porta del Taiyū-in Reibyō Mizugaki. | 1653                    |      |
| Taiyū-in Reibyō Gokūsho                  | Edificio adibito alla preparazione del cibo sacro. | 1653                    |      |
| Taiyū-in Reibyō Gokūsho Watarirō         | Corridoio coperto tra l'Honden e il Gokusho. | 1653                    |      |
| Taiyū-in Reibyō Yashamon                 | Terza porta. | 1653                    |      |
| Taiyū-in Reibyō Yashamon Sayū Kairō      | Corridoi coperti su entrambi i lati dello Yashamon. | 1653                    |      |
| Taiyū-in Reibyō Shōrō                    | Torre. | 1653                    |      |
| Taiyū-in Reibyō Korō                     | Magazzino per tamburi. | 1653                    |      |
| Taiyū-in Reibyō Nitemmon                 | Seconda porta. | 1653                    |      |
| Taiyū-in Reibyō Saijō                    | Fonte per uso rituale. | 1653                    |      |
| Taiyū-in Reibyō Mizuya                   | Colonna in pietra a protezione del bacino idrico. | 1653                    |      |
| Taiyū-in Reibyō Hōko                     | Magazzino. | 1653                    |      |
| Taiyū-in Reibyō Niōmon                   | Prima porta. | 1653                    |      |
| Taiyū-in Reibyō Kōkamon                  | Porta all'ingresso del Taiyū-in Reibyō Oku-in. | 1653                    |      |
| Taiyū-in Reibyō Dōzutsumi Hōzō           | Magazzino del rame. | 1653                    |      |
| Taiyū-in Reibyō Oku-in Hōtō              | Edificio che custodisce i resti di Tokugawa Iemitsu. | 1653                    |      |
| Taiyū-in Reibyō Oku-in Inukimon          | Porta in rame davanti all'Hōtō. | 1653                    |      |
| Taiyū-in Reibyō Oku-in Haiden            | Sala del culto. | 1653                    |      |
| Taiyū-in Reibyō Bettōsho Ryūkō-in        | Edificio gestionale per Taiyū-in. | 1700, medio Periodo Edo |      |

### Paesaggio culturale
Sono inclusi nella nomina i pendii montuosi boscosi su cui si trovano gli edifici. La foresta di cedri dominante fu piantata all'inizio del XVII secolo durante la costruzione del Tōshō-gū. L'area in cui sono ubicati gli edifici è designata come Sito storico. Altre parti del paesaggio culturale sono protette all'interno del Parco nazionale di Nikkō.